# Коронник рудоголовий
Коронник рудоголовий (Basileuterus rufifrons) — вид горобцеподібних птахів родини піснярових (Parulidae). Поширений в Мексиці, Белізі та Гватемалі. Виділяють низку підвидів. Basileuterus delattrii раніше вважався конспецифічним з рудоголовим коронником, однак був визнаний окремим видом в 2021 році.

## Опис
Середня довжина птаха становить 12,5 см. Рудоголовий коронних має оливкове або оливково-сіре забарвлення тіла. Груди і горло яскраво-жовті. Тім'я і щоки рудувато-коричневі, над очима білі "брови", під "бровами" чорна смуга, на щоках біла пляма. Забарвлення самиць і молодих птахів дещо тьмяніше. Рудоголовим коронниками притаманний складний спів, який різниться в залежності від сезону.

## Підвиди
Виділяють п'ять підвидів:
- B. r. caudatus Nelson, 1899 — північно-західна Мексика;
- B. r. dugesi Ridgway, 1892 — західна, центральна Мексика;
- B. r. jouyi Ridgway, 1892 — північно-східна, східна Мексика;
- B. r. rufifrons (Swainson, 1838) — південна Мексика, центральна Гватемала;
- B. r. salvini Cherrie, 1891 — південно-східна Мексика, Беліз, північна Гватемала;

## Поширення і екологія
Рудоголові коронники мешкають в Мексиці та на півночі Центральної Америки. Іноді трапляються в США, на південному сході Аризони і на півдні Техасу. Живуть в гірських тропічних лісах на висоті до 2500 м над рівнем моря. На півночі Мексики живуть в каньйонах, в заростях поблизу води. Харчуються комахами, яких ловлять серед рослинності і на землі.